# (267017) Yangzhifa
(267017) Yangzhifa est un astéroïde de la ceinture principale.

## Description
(267017) Yangzhifa est un astéroïde de la ceinture principale. Il fut découvert le 16 octobre 1995 à Colleverde par Vincenzo Silvano Casulli. Il présente une orbite caractérisée par un demi-grand axe de 2,34 UA, une excentricité de 0,23 et une inclinaison de 1,8° par rapport à l'écliptique.